# Robert D. Blumofe
Robert David Blumofe (* 1964) ist ein US-amerikanischer Informatiker.
Sein Vater Robert F. Blumofe war Produktionsleiter bei United Artists und er mütterlicherseits Enkel von Jack Benny. Blumofe studierte an der Brown University unter anderem beim Computergraphik-Experten Andries van Dam mit dem Bachelor-Abschluss und wurde 1995 am Massachusetts Institute of Technology (MIT) bei Charles Leiserson promoviert (Executing multithreaded programs efficiently).  Er war Associate Professor an der University of Texas at Austin.
Seit  1999 ist er bei der Firma Akamai (kurz zuvor von seinem ehemaligen Lehrer am MIT Tom Leighton gegründet und auch Leiserson war dort leitend in der Entwicklung), an der er maßgeblich an der Produktentwicklung beteiligt war. Seit 2004 leitete er dort den Bereich Networks and Operations. Heute (2016) ist er dort Manager (Executive Vice President der Akamai Platform-Abteilung und General Manager der Enterprise and Carrier Division).
Er befasst sich mit Algorithmen und Systemen bei hochgradig verteilter und paralleler Datenverarbeitung.
1999 wurde er Stipendiat der Alfred P. Sloan Foundation (Sloan Research Fellow). 2013 erhielt er mit Charles Leiserson den Paris-Kanellakis-Preis. Sie erhielten den Preis für die Entwicklung einfacher, robuster und effizienter zufallsbasierter Work stealing Algorithmen (wörtlich: Stehlen von Arbeit)  für parallele Datenverarbeitung, bei denen ein Prozessor, der unbeschäftigt ist, sich von einem anderen Prozessor Arbeit holt und diesen so entlastet. Solche Algorithmen fanden weite Verbreitung (unter anderem in neueren Java Versionen, Garbage-Kollektoren von Compilern und Microsoft Visual Studio).  Ihre Cilk Programmumgebung ist zum Beispiel im Intel C/C++ Compiler und anderen Compilern implementiert (Intel erwarb die von Leiserson und anderen gegründete Firma Cilk Arts 2009).

## Schriften
- Blumofe, Leiserson: Scheduling Multithreaded Computations by Work Stealing, Journal of the ACM, September 1999, S. 720–748
- Blumofe, Leiserson: Space-Efficient Scheduling of Multithreaded Computations, SIAM Journal on Computing, Februar 1998, S.  202–229
- Robert D. Blumofe, Christopher F. Joerg, Bradley C. Kuszmaul, Charles E. Leiserson, Keith H. Randall, Yuli Zhou: Cilk: An Efficient Multithreaded Runtime System, Journal of Parallel and Distributed Computing, August 1996, S. 55–69